# Leptataspis medanensis
Leptataspis medanensis är en insektsart som beskrevs av Victor Lallemand 1923. Leptataspis medanensis ingår i släktet Leptataspis och familjen spottstritar. Inga underarter finns listade i Catalogue of Life.